# Oued Naanaa
Oued Naanaa  (in arabo واد النعناع‎?) è un centro abitato e comune rurale del Marocco situato nella provincia di Settat, regione di Casablanca-Settat. Conta una popolazione di 6 991 abitanti (censimento 2014).